# موسیقی کلاسیک معاصر
موسیقی کلاسیک معاصر به دوره‌ای گفته می‌شود که در اواسط دهه ۱۹۷۰ تا اوایل دهه ۱۹۹۰ میلادی آغاز شده و شامل موسیقی مدرن، موسیقی پسامدرن و موسیقی نورمانتیسم می‌شود. با این حال این واژه ممکن است در مفهومی گسترده‌تر به تمامی اشکال موسیقی ساخته‌شده پس از سال ۱۹۴۵ میلادی اطلاق شود.

## طبقه‌بندی
به‌طور کلی موسیقی کلاسیک معاصر به شکل زیر دسته‌بندی می‌شود:
- ساختارهای موسیقایی مدرن از هنر موسیقی
- ساختارهای موسیقایی مدرن پس از سال ۱۹۴۵ میلادی بعد از مرگ آنتون وبرن[۳] شامل سریالیسم، موسیقی الکتروآکوستیک، موسیقی تجربی، موسیقی آتونال و موسیقی مینی‌مال.
- ساختارهای موسیقایی پس از سال ۱۹۷۵ میلادی[۱] شامل موسیقی پسامدرن، موسیقی طیفی، موسیقی پسامینی‌مال و هنرصدا

## تاریخچه
در آغاز قرن بیستم آهنگسازان موسیقی کلاسیک به‌طور فزاینده‌ای در حال تجربهٔ فواصل نامطبوع که گاهی قطعات آتونال را به دنبال داشت، بودند. پس از جنگ جهانی اول برخی از آهنگسازان با اتخاذ شیوهٔ نئوکلاسیسیزم در آهنگسازی، واکنش شدیدی علیه حرکات اغراق‌آمیز و ساختارگریزِ اواخرِ رمانتیسم نشان دادند. آنها به دنبال بازآفرینی اشکال متعادل و تمهای محسوس از سبک‌های پیشین بودند (رجوع کنید به عینیت نو و واقع‌گرایی اجتماعی). پس از جنگ جهانی دوم، آهنگسازان مدرنیست (با استفاده از تکنیک «دوازده‌نغمه‌ای» و سپس «سریالیسم همه‌جانبه») به دنبال دستیابی بیشتری در روندِ آهنگسازی خود بودند. در عین حال متقابلاً آهنگسازان دیگری با استفاده از فرآیندِ ابزارهای کنترل‌شونده، آزمایش‌هایی در مقیاس‌های کوچک و بزرگ انجام دادند. پیشرفت‌های فناوری، به تولد موسیقی الکترونیک انجامید و آزمایش با حلقهٔ نوارهای مغناطیسی و بافت‌های تکراری منجر به ظهور موسیقی مینیمالیسم شد. در ادامه، آهنگسازان دیگری نیز در جستجوی استفاده از امکاناتِ پنهانِ دیگر هنرها از جمله تئاتر برای ترکیب با موسیقی در قالب «هنر اجرا»، «ترکیب‌های تجسمی» و «ترکیب‌های تصویری» برآمدند.

## جنبش‌ها

### موسیقی طیفی
موسیقی طیفی به تکنیکی در آهنگسازی نسبت داده می‌شود، که در دهه هفتاد قرن بیستم رایج شد. در این تکنیک، آهنگساز قطعه را با استفاده از آنالیز تن صدا و خواص آکوستیک آن توسط کامپیوتر می‌سازد.